# Resolutie 2309 Veiligheidsraad Verenigde Naties
Resolutie 2309 van de Veiligheidsraad van de Verenigde Naties werd op 22 september 2016 unaniem aangenomen door de VN-Veiligheidsraad. De resolutie vroeg landen hun luchthavens beter te beveiligen volgens de richtlijnen van de Internationale Burgerluchtvaartorganisatie (ICAO), en dat die richtlijnen doorlopend werden aangepast aan de immer evoluerende bedreigingen die uitgingen van terrorisme. Daarnaast moesten ze ook nauwer samenwerken bij het in de gaten houden van buitenlandse terreurstrijders.

## Standpunten
Voorafgaand aan de stemming herinnerde ICAO-secretaris-generaal Fang Liu aan de aanslagen in Brussel op 22 maart 2016 en de aanslag op Atatürk Airport in Istanboel op 28 juni 2016, die de problemen in verband met de beveiliging van luchthavens hadden aangetoond, maar ook de weerbaarheid van de luchtvaartsector.
Eerder waren er ook aanslagen gepleegd op Metrojet-vlucht 9268 in oktober 2015 en Daallo Airlines-vlucht 159 in februari 2016.
De Amerikaanse minister van Binnenlandse Veiligheid Jeh Johnson zei dat in zijn land na de aanslagen op 11 september 2001 een agentschap was opgericht om de veiligheid van de luchtvaart te verbeteren, de Transportation Security Administration (TSA). Het land had constant de veiligheid gestimuleerd, met onder meer agenten op vluchten naar de Verenigde Staten en explosievenhonden. Hij spoorde andere landen aan om hetzelfde te doen. De Verenigde Staten wilde nog meer agenten op internationale vluchten naar het land zetten.
De Maleisische minister van Buitenlandse Zaken Dato Sri Anifah Aman herinnerde aan de recente tragedies, met name de vluchten MH370 en MH17, in de luchtvaart die zijn land te verwerken had gekregen, en zei daaruit het belang van onmiddellijke buitenlandse expertise en hulp bij het onderzoek naar de oorzaken te hebben geleerd. Het land had nieuwe veiligheidsmaatregelen getroffen en de informatie-uitwisseling verbeterd.
Ook de Oekraïense minister van Buitenlandse Zaken Pavlo Klimkin verwees naar vlucht MH17, en zei dat het oosten van zijn land te maken had met terrorisme. Hij vond dat er meer controle moest komen op onder meer draagbare raketten. Verder zei hij dat Rusland zich sinds het de Krim had bezet bemoeide met het beheer van het aan Oekraïne toegewezen luchtruim. De Russische VN-vertegenwoordiger antwoordde daarop dat Oekraïne zelf verantwoordelijk kon worden gehouden voor de ramp met vlucht MH17 door een slecht beheer van het eigen luchtruim, en voegde hieraan toe dat zijn land beter geplaatst was om de luchtverkeersleiding boven de Krim en de Zwarte Zee op zich te nemen.

## Inhoud
Er werd wereldwijd een stijging van het aantal terreurdaden vastgesteld. De luchtvaart verbeterde het transport en de handels-, politieke en culturele banden tussen landen, en werd als vitaal gezien voor de welvaart. Daarom was het van belang dat mensen de luchtvaart veilig achtten, en dus ook dat landen maatregelen namen om de veiligheid ervan te vergroten. De ICAO was de VN-organisatie die de veiligheidsstandaarden opstelde. De organisatie was van plan een globaal veiligheidsplan te ontwikkelen.
Omdat het vliegwezen op wereldwijde schaal plaatsvond, moesten landen ook kunnen vertrouwen op elkaars veiligheidssystemen. Voor terroristen bleef de burgerluchtvaart een aantrekkelijk doelwit, en ze zochten actief naar manieren om de beveiliging te omzeilen en zwakke punten uit te buiten. Bovendien maakten terroristen er zelf gebruik van om zich te verplaatsen. Al in 1944 waren hier maatregelen tegen afgesproken in het Verdrag inzake de internationale burgerluchtvaart.
Landen werden specifiek gevraagd om:
- Afdoende controles en beveiliging in te stellen op hun luchthavens om terreuraanvallen op te sporen en voorkomen, en deze ook geregeld aan te passen aan de continu evoluerende bedreigingen.
- Te zorgen dat deze maatregelen ook effectief werden toegepast door de nodige middelen te voorzien en toezicht te organiseren.
- Daarbij rekening te houden met de mogelijke rol van personen met toegang tot plaatsen of informatie die terroristen kon helpen.
- Zwakheden in de beveiliging met urgentie op te lossen.
- Maximaal in te zetten op nieuwe technologieën en methodes om onder meer springstoffen op te sporen.
- Informatie te delen over bedreigingen, gevaren en zwaktes, samen te werken aan specifieke maatregelen of bilateraal samen te werken om vluchten tussen twee landen te beveiligen.
- Vooraf passagierslijsten op te vragen om na te trekken of er personen die op een VN-sanctielijst voorkomen op staan.

Landen die in de mogelijkheid waren werden ook gevraagd andere landen te helpen met de versterking van hun capaciteiten, opleiding, technische bijstand en technologie. Alle landen werden ook gevraagd de internationale samenwerking betreffende informatie-uitwisseling, grenscontrole, ordehandhaving en justitie te versterken in de strijd tegen (terugkerende) buitenlandse terreurstrijders.
Men spoorde ook de ICAO en het uitvoerend directoraat van het Antiterrorismecomité aan tot verdere samenwerking bij het zoeken naar zwakke punten in de beveiliging van de luchtvaart.
Lijst ·  2260 ·  2261 ·  2262 ·  2263 ·  2264 ·  2265 ·  2266 ·  2267 ·  2268 ·  2269 ·  2270 ·  2271 ·  2272 ·  2273 ·  2274 ·  2275 ·  2276 ·  2277 ·  2278 ·  2279 ·  2280 ·  2281 ·  2282 ·  2283 ·  2284 ·  2285 ·  2286 ·  2287 ·  2288 ·  2289 ·  2290 ·  2291 ·  2292 ·  2293 ·  2294 ·  2295 ·  2296 ·  2297 ·  2298 ·  2299 ·  2300 ·  2301 ·  2302 ·  2303 ·  2304 ·  2305 ·  2306 ·  2307 ·  2308 ·  2309 ·  2310 ·  2311 ·  2312 ·  2313 ·  2314 ·  2315 ·  2316 ·  2317 ·  2318 ·  2319 ·  2320 ·  2321 ·  2322 ·  2323 ·  2324 ·  2325 ·  2326 ·  2327 ·  2328 ·  2329 ·  2330 ·  2331 ·  2332 ·  2333 ·  2334 ·  2335 ·  2336